# Хесус Кастільйо (перуанський футболіст)
Хесус Абдалла Кастільйо Моліна (ісп. Jesús Abdallah Castillo Molina, нар. 11 червня 2001, Кальяо) — перуанський футболіст, півзахисник португальського клубу «Жіл Вісенте» та національної збірної Перу. Виступав також за клуб «Спортінг Крістал».Чемпіон Перу.

## Клубна кар'єра
У професійному футболі Хесус Кастільйо дебютував 2020 року виступами за команду «Спортінг Крістал», в якій грав до 2023 року, взявши участь у 93 матчах чемпіонату. У складі команди в 2020 році Кастільйо став чемпіоном Перу. З 2024 року футболіст грає у складі португальського клубу «Жіл Вісенте». Станом на 17 листопада 2024 року відіграв за клуб з Барселуша 20 матчів в національному чемпіонаті.

## Виступи за збірну
У 2022 році Хесус Кастільйо дебютував у складі національної збірної Перу. У складі збірної був учасником розіграшу Кубка Америки 2024 року у США. Станом на листопад 2024 року зіграв у складі національної збірної 12 матчів, у яких відзначився 1 забитим м'ячем.

## Титули і досягнення
- Чемпіон Перу (1):

«Спортінг Крістал»: 2020